# El profesor patagónico
El profesor patagónico es una película filmada en colores de Argentina dirigida por Fernando Ayala según el guion de Gius que se estrenó el 3 de septiembre de 1970 y que tuvo como protagonistas a Luis Sandrini, Gabriela Gilli, Piero y Pedro Quartucci. El primer título propuesto fue Un hippie patagónico, debido a que es una secuela de El Profesor Hippie. La película empieza exactamente donde terminó su antecesora, con el profesor Montesano, sancionado, tomando el tren hacia su nuevo destino en la Patagonia, despedido por sus estudiantes. Tras los títulos, y después de un cambio de tren para llegar a Esquel, conoce a otra docente, recién designada como directora de una escuela rural (Gabriela Gilli) y a un joven sacerdote cantante (Piero), con quienes se involucrará en una nueva trama, intentando salvar la escuela rural. 
Las escenas exteriores fueron filmadas en la ciudad de Esquel, en el parque nacional "Los Alerces" (Chubut), en el tren Los Arrayanes en viaje a Bariloche y en el tren La Trochita, camino a Esquel. 
Piero canta sus temas "Llegando, llegaste", "Mi viejo", "Juan Boliche" y "De vez en cuando viene bien dormir". 
El dúo Juan y Juan canta "Balada para un gordo" y "Gente linda". 
También se escucha el tema "Paco Camorra" de Séptima Brigada, como fondo de una actuación de estudiantes, en el que Luis Sandrini interpreta el personaje de Paco Camorra.

## Sinopsis
El profesor Montesano, trasladado a la Patagonia para dar clases de Historia en un colegio secundario, se conmueve ante el estado de abandono de una escuela rural y, junto a su flamante directora y un joven sacerdote, urden un plan para salvarla. Al igual que en El Profesor Hippie, desarrolla prontamente una relación muy especial con sus alumnos quienes lo ayudan en el plan, teniendo que enfrentar, nuevamente, la incomprensión de las autoridades educativas que ven con malos ojos la actitud de Montesano.

## Reparto
- Luis Sandrini  …...Profesor Horacio 'Tito' Montesano
- Gabriela Gili........Elisa Farias
- Piero...................padre Raul
- Pedro Quartucci...rector
- Homero Cárpena..vicerrector Onofre Salvatierra
- José Luis Mazza..Bruno  Agüero
- Juan y Juan
- Celia Cadaval.......Graciela Agüero
- Luis de la Cuesta
- Jesús Pampín
- Ángela Ferrer Jaimes
- Hugo Asencio ......Carlos Mendieta
- Hilda Arce
- Jorge Bustamante
- Sergio Dufour
- Andrea Henzel
- Gigí Ruá
- José del Vecchio
- Manuel Padín
- Ana María Petrycyn
- Guillermo Marin
- Liliana Medini
- Daniel Olivera

## Comentarios
Clarín dijo:

”Feliz continuación de éxito local.”

La Prensa escribió:

”Todo ocurre dentro de un clima muy desganado.”

Manrupe y Portela escriben:

”Continuación (de El Profesor Hippie ) dentro de los mismos lineamientos. Se destaca Piero (entonces en su momento de éxito inicial como el cura y algunos exteriores en Esquel, Chubut.”